# Docosia cuzcoensis
Docosia cuzcoensis är en tvåvingeart som beskrevs av Edwards 1933. Docosia cuzcoensis ingår i släktet Docosia och familjen svampmyggor.
Artens utbredningsområde är Peru. Inga underarter finns listade i Catalogue of Life.